# 紫蚯蚓螺
紫蚯蚓螺（学名：Tenagodus armatus）是蚯蚓螺科的一种。舊屬蚯蚓螺属，今屬嵩毛蟶屬。

## 外部連結
- 維基物種上的相關：紫蚯蚓螺